# TPD52L1
TPD52L1 (англ. Tumor protein D52 like 1) – білок, який кодується однойменним геном, розташованим у людей на короткому плечі 6-ї хромосоми. Довжина поліпептидного ланцюга білка становить 204 амінокислот, а молекулярна маса — 22 449.
| 10         |  | 20         |  | 30         |  | 40         |  | 50         |
| ---------- |  | ---------- |  | ---------- |  | ---------- |  | ---------- |
| MEAQAQGLLE |  | TEPLQGTDED |  | AVASADFSSM |  | LSEEEKEELK |  | AELVQLEDEI |
| TTLRQVLSAK |  | ERHLVEIKQK |  | LGMNLMNELK |  | QNFSKSWHDM |  | QTTTAYKKTH |
| ETLSHAGQKA |  | TAAFSNVGTA |  | ISKKFGDMSY |  | SIRHSISMPA |  | MRNSPTFKSF |
| EERVETTVTS |  | LKTKVGGTNP |  | NGGSFEEVLS |  | STAHASAQSL |  | AGGSRRTKEE |
| ELQC       |  |            |  |            |  |            |  |            |

A: Аланін

C: Цистеїн

D: Аспарагінова кислота

E: Глутамінова кислота

F: Фенілаланін

G: Гліцин

H: Гістидин

I: Ізолейцин

K: Лізин

L: Лейцин

M: Метіонін

N: Аспарагін

P: Пролін

Q: Глутамін

R: Аргінін

S: Серин

T: Треонін

V: Валін

W: Триптофан

Кодований геном білок за функцією належить до фосфопротеїнів. 
Задіяний у такому біологічному процесі, як альтернативний сплайсинг. 